# Савельев, Павел Петрович
Павел Петрович Савельев (1887 — ?) — инженер-полковник, специалист по взрывчатым веществам, лауреат Сталинской премии 1947 года.
Член ВКП(б) с 1940 года.
В РККА с 23.02.1918 года.
Научно-техническая лаборатория УВ МС РККА в Ленинграде:
- 1918—1921 старший делопроизводитель по технической части,
- 1921—1922 лаборант,
- 1922—1929 производитель работ,
- 1929—1932 младший помощник начальника лаборатории.

Научно-исследовательский химический институт (НИХИ) МС РККА, Ленинград:
- 1932—1934 помощник начальника отдела
- 1934—1938 начальник отдела.

Артиллерийский научно-исследовательский институт (АНИМИ) НКВМФ, г. Ленинград:
- 1938—1940 начальник отдела,
- 1940—1941 начальник лаборатории порохов и взрывчатых веществ
- 1941—1942 начальник 2-й отдельной лаборатории взрывчатых веществ и порохов.

В 1942—1943 гг. начальник отделения взрывчатых веществ, МТУ ВМФ.
В 1943—1947 гг. начальник 2-го отделения взрывчатых веществ, НИМТИ ВМФ (Научно-испытательный минно-торпедный институт).
В 1941 году руководил созданием и испытаниями нового мощного взрывчатого вещества «ТГА», показавшего во время войны хорошие результаты.
Сталинская премия 1947 года (в составе авторского коллектива) — за коренное усовершенствование морского вооружения.
Награждён орденами Ленина (21.02.1945) — за выслугу лет, Красной Звезды, Красного Знамени (03.11.1944) Отечественной войны I степени (1944), медалями «XXX лет РККА», «За оборону Ленинграда».